# Muricea atlantica
Muricea atlantica är en korallart som först beskrevs av Kükenthal 1911.  Muricea atlantica ingår i släktet Muricea och familjen Plexauridae. Inga underarter finns listade i Catalogue of Life.